# Nyando District
Nyando District war ein Distrikt in der Provinz Nyanza in Kenia. Die Distriktshauptstadt war Awasi. Der Nyando District unterteilte sich in fünf Divisionen: Lower Nyakach, Miwani, Muhoroni, Nyando und Upper Nyakach. Bis 1998 gehörte das Gebiet zum Kisumu District. Die Hauptstadt Awasi lag 30 km östlich von Kisumu. 2005 lebten 61 % der Einwohner unterhalb der Armutsgrenze. Im Rahmen der Verfassung von 2010 wurden die kenianischen Distrikte aufgelöst. Das Gebiet gehört heute zum Kisumu County.

## Geografie
Der Distrikt lag auf einer Höhe zwischen 1100 und 1800 Meter über dem Meeresspiegel und unterteilte sich topographisch in drei Landformationen: Die Nandi Hills, Kano Plains (Flachland) und das Nyabondo-Plateau. Nyando besaß nur einen Wald, den 3,2 km² großen Koguta Forest. Zum Distrikt gehörte im Südwesten eine 11 km lange Küstenlinie am Victoriasee. Von der Bodenbeschaffenheit und den klimatischen Bedingungen her war der Nyando District für den Anbau von Zuckerrohr, Baumwolle und Reis geeignet, außerdem fanden sich gute Bedingungen für milchwirtschaftliche Betriebe. Im Bezirk befanden sich zwei große Flüsse, der Nyando und der Sondu Miriu. Der Nyando fließt von den Nandi Hills zum Victoriasee. Am Sondu Miriu wurde im Oktober 2007 das Sondu Miriu Hydro Electric Power Project, ein Wasserkraftwerk mit 60 Megawatt Leistung, fertiggestellt. Die Kosten betrugen 33 Millionen US-Dollar.

## Infrastruktur
Das Straßennetz im Nyando District war schlecht ausgebaut, über 70 % der Straßen waren unbefestigte Erdstraßen. 90 % der Haushalte deckten ihren täglichen Bedarf an Energie über Holz und Kohle, elektrischen Strom gab es nur in wenigen Handelszentren. Der Nyando District verfügte nur über ein Finanzinstitut.

## Wirtschaft
60 % der Bevölkerung waren in der Landwirtschaft beschäftigt. Hauptsächlich wurden Mais, Maniok, Süßkartoffeln, Hirse, Zuckerrohr, Reis, Baumwolle und Kaffeebohnen angebaut. Die Nutztierhaltung konzentrierte sich auf Zebus, es wurden aber auch Hausziegen, Hausschafe und Geflügel gezüchtet. Der Schwerpunkt im Industriesektor lag auf den Zuckerfabriken und auf einigen Reismühlen. Am Victoriasee und an den Flüssen Nyando und Sondu Miriu wurde Fischfang betrieben. Die Arbeitslosenquote betrug im Jahr 1999 11 %.

## Gesundheitswesen
Im Jahr 2003 gab es im Nyando District 36 Einrichtungen des Gesundheitswesens. Die Kindersterblichkeit war hoch, 21,2 % der Kinder starben 1999 vor ihrem 5. Geburtstag. Damit hatte der Nyando District die zweithöchste Kindersterblichkeitsrate in Kenia. Die durchschnittliche Lebenserwartung lag bei 49 Jahren.

## Archäologische Funde
In der Nähe von Fort Ternan entdeckte Louis Leakey 1961 Fossilien von Kenyapithecus wickeri, einer Art der Menschenartigen aus dem Miozän. Außerdem fand Leakey dort Knochen einer Tiergattung der Mäuseartigen, die später von René Lavocat untersucht und Leakeymys benannt wurden.